# Bataille de Fontaine-Française
Huitième guerre de religion (1585–1598)
Batailles
Guerres de Religion en France
Prélude
- Mérindol (1545)
- Amboise (1560)
- Colloque de Poissy (1561)

Première guerre de Religion (1562-1563)
- Édit de Saint-Germain (1562)
- Massacre de Wassy (1562)
- Toulouse (1562)
- Vergt (1562)
- Rouen (1562)
- Dreux (1562)
- Orléans (1563)
- Paix d'Amboise (1563)

Deuxième guerre de Religion (1567-1568)
- Surprise de Meaux (1567)
- Michelade (1567)
- Saint-Denis (1567)
- Chartres (1568)
- Paix de Longjumeau (1568)

Troisième guerre de Religion (1568-1570)
- Jarnac (1569)
- La Roche-l'Abeille (1569)
- Poitiers (1569)
- Orthez (1569)
- Montcontour (1569)
- Saint-Jean-d'Angély (1569)
- Arnay-le-Duc (1570)
- Rabastens (1570)
- Paix de Saint-Germain-en-Laye (1570)

Quatrième guerre de Religion (1572-1573)
- Saint-Barthélemy (1572)
- Sancerre (1572-1573)
- Sommières (1573)
- La Rochelle (1573)

Cinquième guerre de Religion (1574-1576)
- Dormans (1575)
- Édit de Beaulieu (1576)

Sixième guerre de Religion (1577)
- Paix de Bergerac (1577)
- Édit de Poitiers (1577)

Septième guerre de Religion (1579-1580)
- Traité de Nérac (1579)
- Paix du Fleix (1580)

Huitième guerre de Religion (1585-1598) 
Guerre des Trois Henri

- Traité de Joinville (1584)
- Édit de Nemours (1585)
- Jarrie (1587)
- Coutras (1587)
- Vimory (1587)
- Auneau (1587)
- Journée des Barricades (1588)
- Arques (1589)
- Ivry (1590)
- Paris (1590)
- Journée des Farines (1591)
- Chartes (1591)
- Poncharra (1591)
- Châtillon (1591)
- Rouen (1591-1592)
- Craon (1592)
- Port-Ringeard (1593)
- Fort Crozon (1594)
- Fontaine-Française (1595)
- Doullens (1595)
- Amiens (1597)
- Édit de Nantes (1598)

Rébellions huguenotes (1621-1629)
- Saumur (1621)
- Saint-Jean-d'Angély (1621)
- La Rochelle (1621)
- Montauban (1621)
- Riez (1622)
- Royan (1622)
- Sainte-Foy (1622)
- Nègrepelisse (1622)
- Saint-Antonin (1622)
- Montpellier (1622)
- Saint-Martin-de-Ré (1622)
- Traité de Montpellier (1622)
- Blavet (1625)
- Île de Ré (1625)
- Traité de Paris (1626)
- Saint-Martin-de-Ré (1627)
- La Rochelle (1627-1628)
- Privas (1629)
- Alès (1629)
- Montauban (1629)
- Paix d'Alès (1629)

Révocation de l'édit de Nantes (1685)
La bataille de Fontaine-Française se déroula le 5 juin 1595 et opposa d'un côté les troupes françaises, commandées par Henri IV, aux troupes espagnoles de Juan Fernández de Velasco et les ligueurs dirigés par Charles de Mayenne.

## Les préparatifs
Cette section ne s'appuie pas, ou pas assez, sur des sources secondaires ou tertiaires indépendantes du sujet.

Pour l'améliorer, ajoutez-en, ou placez des modèles {{Source secondaire souhaitée}} ou {{Source secondaire nécessaire}} sur les passages mal sourcés. (février 2025)
Fontaine-Française était au Moyen Âge une seigneurie importante du duché de Bourgogne ; elle dépendait cependant de la couronne française (d'où son nom)[source secondaire nécessaire].
Début juin 1595, Juan Fernández de Velasco (gouverneur du Milanais et connétable de Castille) franchit les Alpes à la tête d'une armée forte de 12 000 hommes venus des garnisons d'Italie et de Sicile. À Besançon, il est rejoint par la petite troupe du duc Charles de Mayenne, chef de la Ligue catholique. Ensemble, ils entreprennent de passer la Saône, en crue, à Gray pour marcher vers Dijon, afin d'y secourir le vicomte de Tavannes, assiégé par l'armée royale dans les châteaux de Dijon et de Talant, et de reprendre la ville. Henri IV, prévenu de ce mouvement, accourt de Troyes avec les 3 000 hommes qu'il a réussi à rassembler et arrive à Dijon le 4 juin[source secondaire nécessaire].

## La bataille
La confrontation a lieu le 5 juin 1595, devant Fontaine-Française : Henri IV, parti ce matin-là à quatre heures de Dijon, a donné rendez-vous à ses capitaines à une heure de l'après-midi à Lux et à trois heures à Fontaine. Ayant envoyé en reconnaissance, depuis Lux, le sieur d’Aussonville avec cent cavaliers et approchant lui-même en avance du second rendez-vous, il envoie à son tour, vers le village de Saint-Seine, le marquis de Mirebeau avec le dessein initial d'occuper « deux chasteaux, qui sont au village de Sainct Seine sur la riviere de Vigenne, pour leur empescher ce passage, d'autant que c'estoit le plus beau et le plus droict chemin que les ennemis pouvoient tenir pour venir à Dijon, avec leur armee ». Mais l'armée espagnole occupe déjà Saint-Seine et Mirebeau doit bientôt se replier sur Fontaine, poursuivi par 300  à   400 cavaliers. Le maréchal de Biron s'offre alors à repartir en avant avec les cent cavaliers du baron de Lux et va jusqu'à la colline située « à moitié chemin dudit lieu à Sainct Seine (...), laquelle empesche que les villages ne se puissent veoir (...) pour veoir ce que l'ennemy faisoit derriere ». Biron disperse « fort facilement » les soixante cavaliers qui occupaient la colline mais se heurte ensuite à une troupe bien plus nombreuse, qui chasse devant elle les cavaliers de d'Aussonville. Il bat alors en retraite vers Fontaine et vers la position où se tient le roi, mais se trouve encerclé[source secondaire nécessaire].
Voyant cela Henri IV, sans se donner le temps de prendre son casque, harangue ses capitaines et, prenant avec lui 200 chevaux tout juste arrivés avec le comte de Tavannes, auxquels s'ajoutent quelques compagnies d’arquebusiers à cheval, contre-attaque dans plusieurs charges si impétueuses qu'il réussit à rejoindre Biron - entre-temps blessé « d’un coup d’espée sur la teste, & d’un coup de lance au petit ventre, qui toutesfois ne faisoit que luy couper la peau » - et à disperser les Espagnols. Le roi se garde bien toutefois d'aller se mettre, plus loin, sous le feu des troupes cachées dans les bois qui précèdent la Vingeanne et d'où sortent d'ailleurs de nouveaux cavaliers. Sans hâte, pour que son assurance impressionne les Espagnols, il regagne la hauteur de Fontaine où arrivent enfin toutes les compagnies auxquelles il avait donné rendez-vous. Le connétable de Castille, persuadé qu'Henri IV dispose de toute une armée, n'insiste pas et se retire à Saint-Seine, laissant le roi « maistre d'un costé & d'autre de la coline, depuis le village de Fontaines jusques au bois dudict Sainct Seine ». Les Ligueurs et les Espagnols repassent la Saône dès le lendemain.
Cette énième bataille durant la huitième Guerre de religion fut ainsi une victoire française. Elle marque la fin définitive de la Ligue, un des plus grands dangers que connût la monarchie française avant l’avènement de l’absolutisme. Il faut cependant attendre le 2 mai 1598 pour que soit signée la paix de Vervins et que les Espagnols abandonnent les dernières places qu’ils tiennent en France[source secondaire nécessaire].

## L'histoire et la légende
On a écrit qu'après sa charge décisive, Henri IV, en homme rusé, avait recruté les habitants des alentours (des paysans principalement) les avait fait manœuvrer, armés de faux ou d'autres outils métalliques, pour faire croire à la présence d'une forte infanterie. Ni d'Aubigné, ni Sully, ni Matthieu, ni le roi lui-même n'évoquent cette manœuvre. On raconte aussi qu'invité à coucher à la Tour de Saint-Seine pour marquer le terrain conquis, Henri IV déclina l'offre, préférant coucher à Fontaine. Le soir de la bataille, tout en laissant sa cavalerie légère à Fontaine, le roi retourna en fait loger à Lux,, de façon à pouvoir retourner rapidement à Dijon.

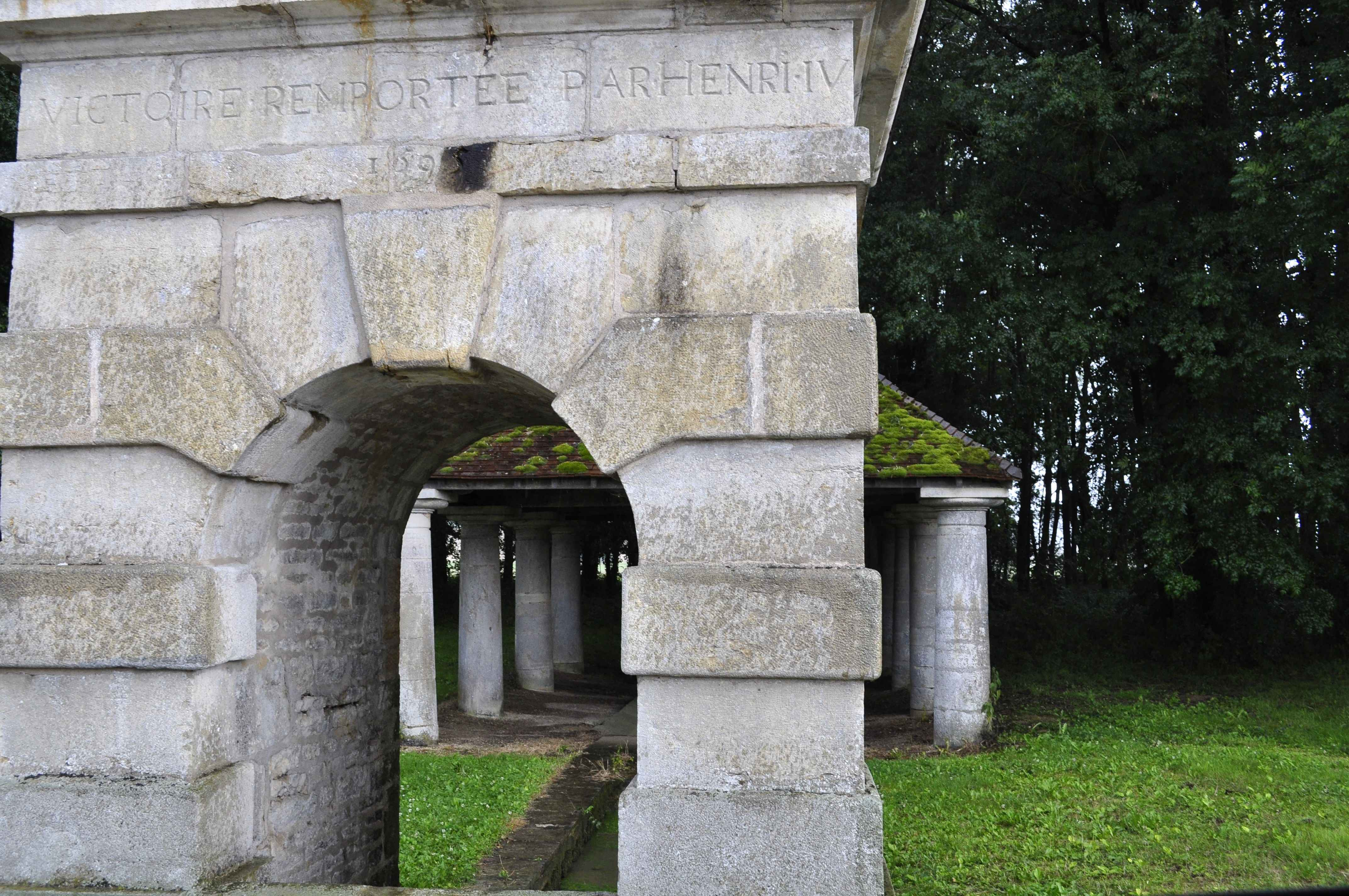
« Fontaine Henri-IV », monument commémoratif, sur le champ de bataille, à 800 m à l'est de Fontaine-Française, sur la route de Saint-Seine-sur-Vingeanne.

## Monument commémoratif
Sous le Consulat un monument commémoratif est érigé, sur le lieu de la bataille, autour de la principale source du lieu-dit « le Pré-Morot ». L'inscription
encadre un médaillon à l'effigie d'Henri IV. Le pont voisin, sur lequel passe la route de Fontaine à Saint-Seine, portait déjà, au moins depuis le XVIIIe siècle, l'inscription « HIC HENRICUS MAGNUS HOSTES DEBELLAVIT ».